# Sojuz MS-17
Sojuz MS-17 je ruská kosmická loď řady Sojuz. Start proběhl 14. října 2020 v 5:45 UTC. Nosná raketa Sojuz 2.1a odstartovala z kosmodromu Bajkonur a vynesla loď Sojuz k Mezinárodní vesmírné stanici, kam dopravila tři členy Expedice 63. Kosmická loď se úspěšně připojila k modulu Rassvet již po třech hodinách letu v 8:48 UTC. 

Loď se stejnou posádkou bezpečně přistála v Kazachstánu 17. dubna 2021 v 4:55 UTC po celkem 184 dnech, 23 hodinách a 10 minutách letu.

## Posádka
Hlavní posádka:
- Sergej Ryžikov (2), velitel, Roskosmos

- Sergej Kuď-Sverčkov (1), palubní inženýr, Roskosmos

- Kathleen Rubinsová (2), palubní inženýr, NASA

V závorkách je uveden dosavadní počet letů do vesmíru včetně této mise.
Záložní posádka:
- Oleg Novickij, velitel, Roskosmos

- Pjotr Dubrov, palubní inženýr, Roskosmos

- Mark Vande Hei, palubní inženýr, NASA